# مرمر گچی

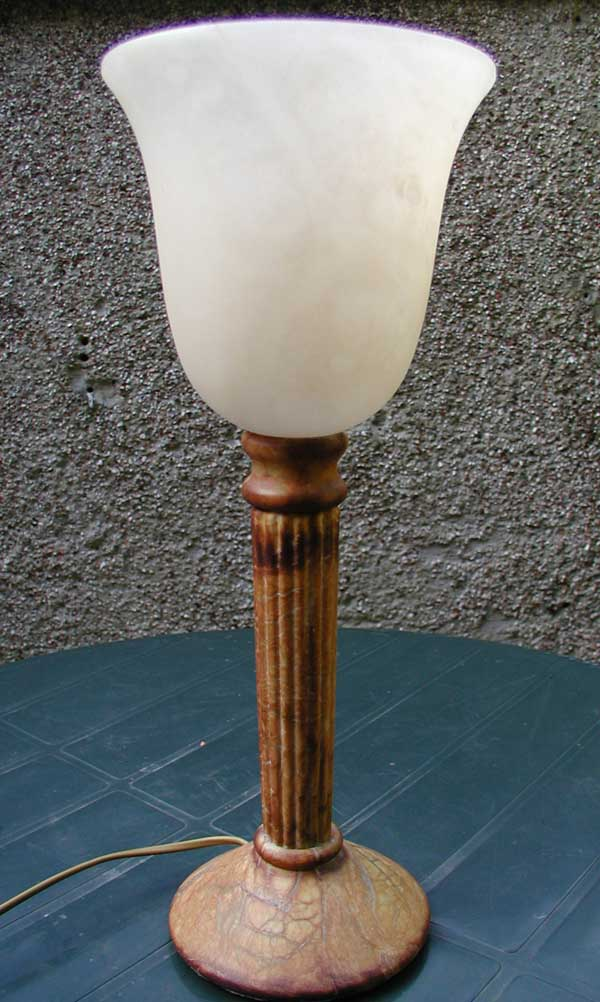
یک چراغ تزئینی که از مرمر گچی ایتالیایی در دو نوع سفید و قهوه‌ای ساخته شده‌است. قاعده پایه آن ۱۳ سانتی‌متر است.

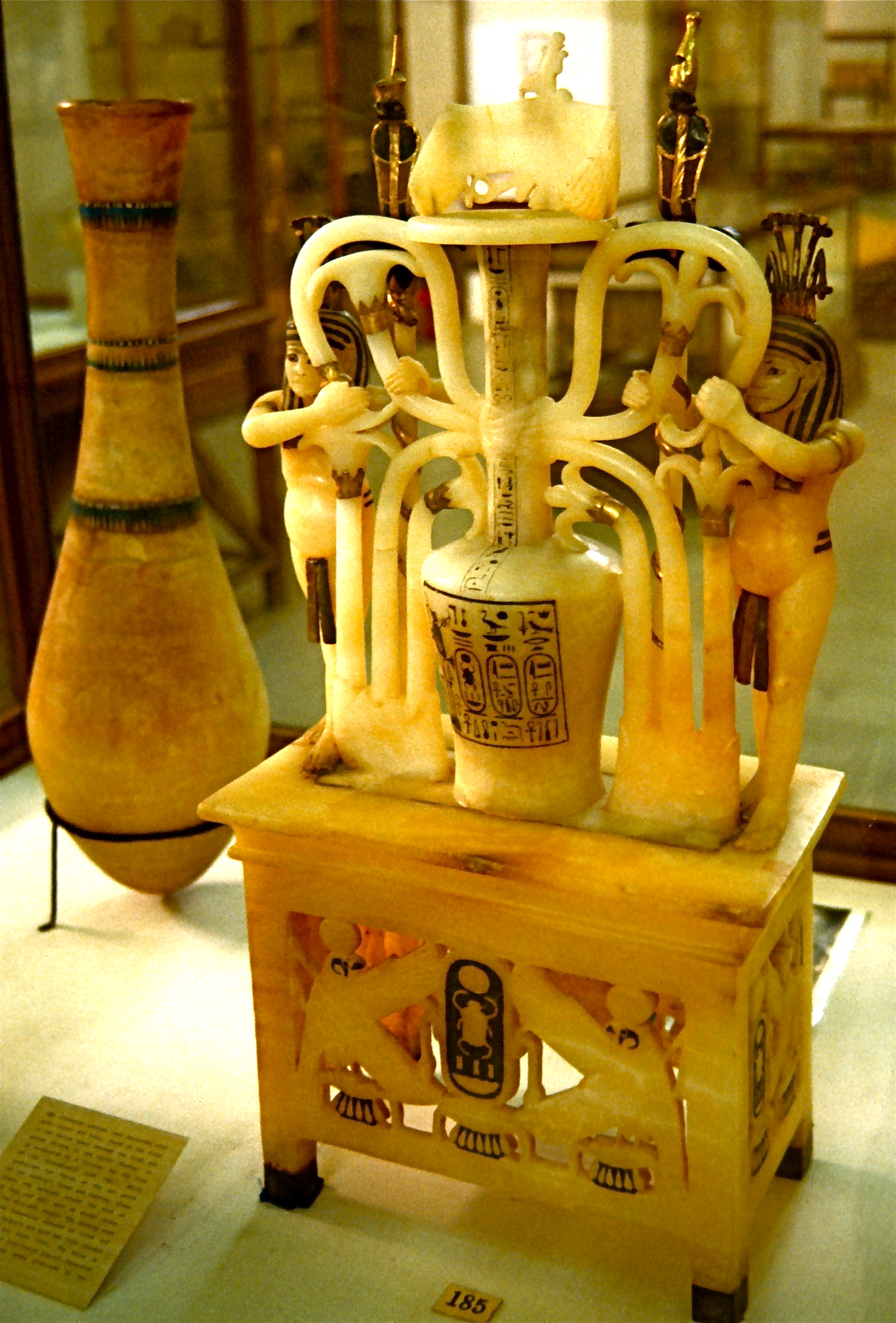
یک گلدان مرمر گچی از آرامگاه توت‌عنخ‌آمون.

مَرمَرِ گَچی نوعی تودهٔ ریزدانه سنگ گچ است که متراکم، چرب‌مانند، بی‌رنگ یا سفید می‌باشد. نام‌های دیگر آن رُخام گچی و آلاباستِر است.
مرمر گچی زیاد شفاف نیست و فاقد رگه است و ترکیبش برخلاف مرمر آهکی به جای آن‌که از کربنات کلسیم باشد از سولفات کلسیم تشکیل شده و سفیدرنگ است. مرمر گچی برخلاف مرمر آهکی در تماس با اسیدها جوش نمی‌کند. 
سنگ گچِ رشته‌ای با جلای ابریشمی را ساتین اسپار و نوع دارای پولک‌های رخ‌بزرگ بی‌رنگ و شفاف را سلنیت می‌گویند.
مرمر گچی و ساتین اسپار را برش و صیقل می‌دهند و برای اهداف تزئینی استفاده می‌کنند اما کاربرد آن‌ها به دلیل سختی کم، محدود است. از مرمر گچی برای ساختن لوحه و سنگ قبر هم استفاده می‌کنند.

## پیشینه کاربرد

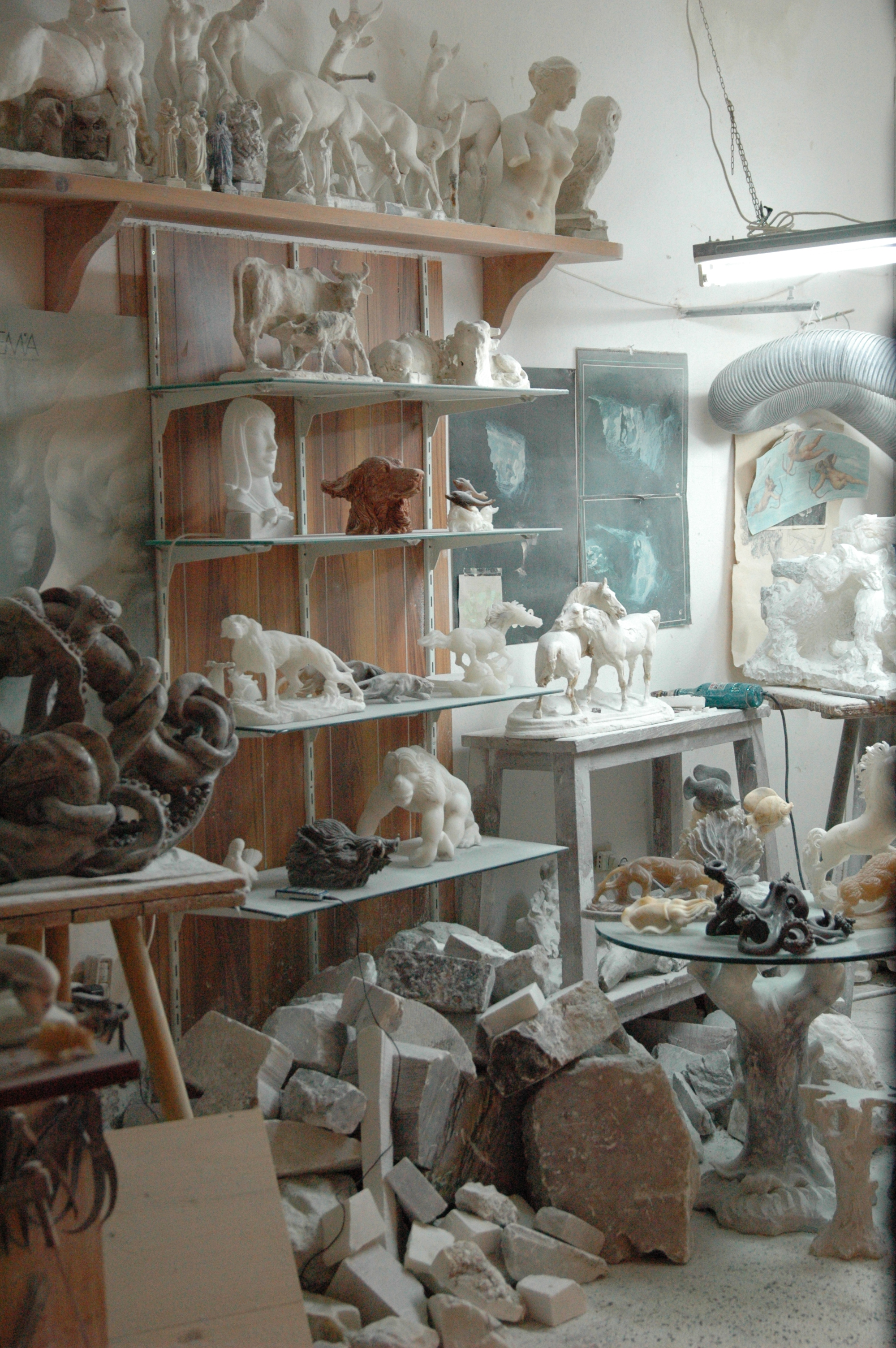
لوازم زیادی از جنس مَرمَرِ گَچی

سنگ رُخام (مرمر) در بسیاری از محوطه‌های شهرنشینی نیمهٔ شرقی ایران از مواد اولیهٔ مهم برای ساخت ظروف بوده‌است، به نحوی که در لایهٔ حصار IIIC استفاده از مرمر برای ساخت ظروف یک شاخصهٔ فرهنگی است و همچنین ستون‌هایی مینیاتوری ساخته شده از این سنگ علاوه بر حصار از شهر سوخته و تورنگ‌تپه هم بدست آمده‌ که می‌تواند یک مبنای گاه‌نگاری باشد. رخام گچی در تمدن‌های کهن کاربرد داشت و تندیس‌های بزرگ گاوهای بالدار متعلق به تمدن آشور و همچنین خمره خشایارشا که امروزه در موزه شهر لندن موجود است از همین سنگ ساخته شده‌اند. یونانی‌ها نیز سکه‌هایی با نقش کلمهٔ آلاباستر که از نام شهری به نام آلاباستر در مصر گرفته بودند ضرب می‌کرده‌اند.
امروزه رخام‌های گچی خوب در نواحی میانی انگلستان به‌ویژه در ناتینگهام به شکل مجسمه‌هایی با شکل‌های گوناگون که توسط استادکاران سده‌های ۱۴ و ۱۵ میلادی حکاکی شده‌اند در دست است. بعدها این دست‌ساخته‌های گچی مشهور شد و با تولید انبوه به سراسر اروپا فرستاده شد. مرمر گچی همچنین در برخی از آرامگاه‌ها، نقوش کلیساها و سایر ساختمان‌های تاریخی به کار رفته‌است.

## نگارخانه

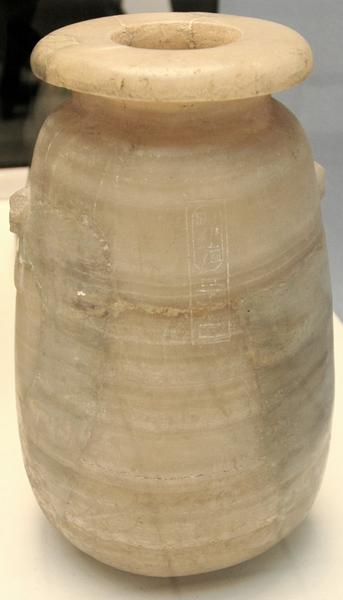
خمره خشایارشا
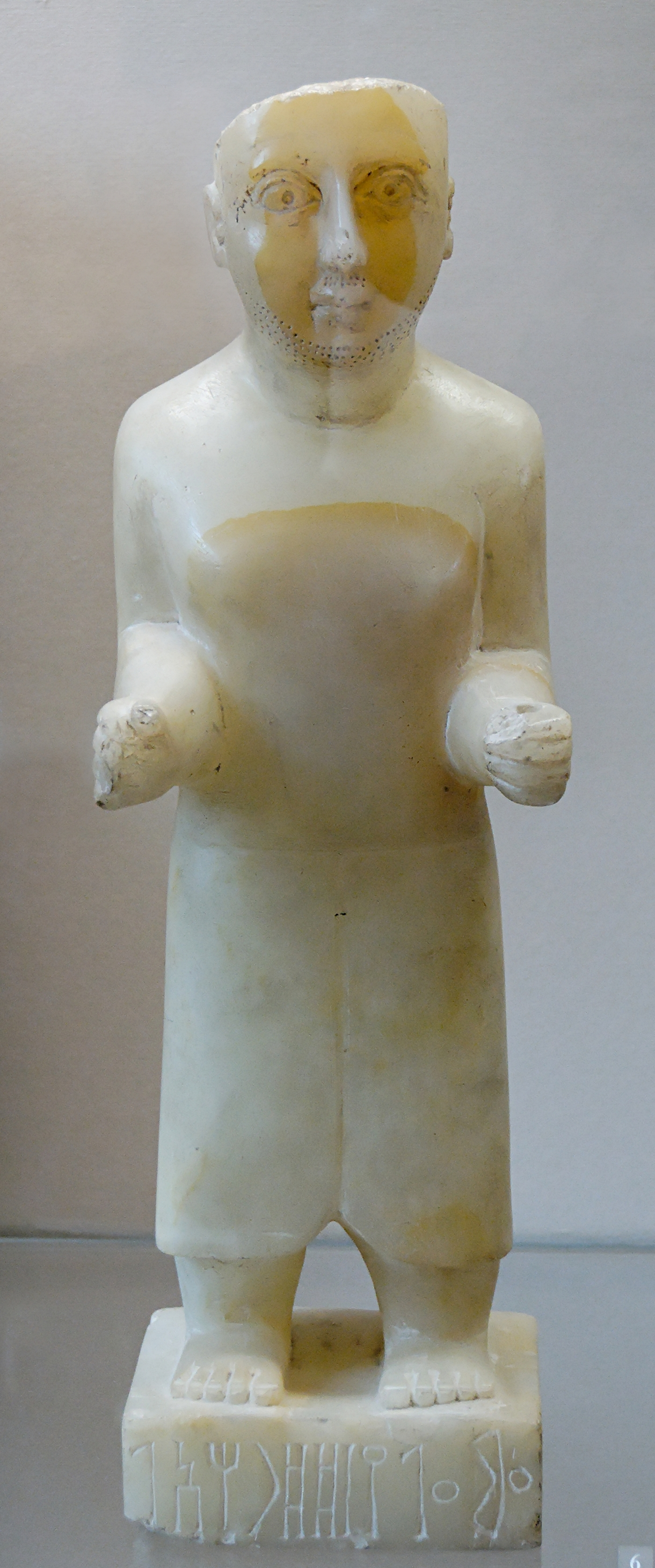
تندیس آمالای، یمن
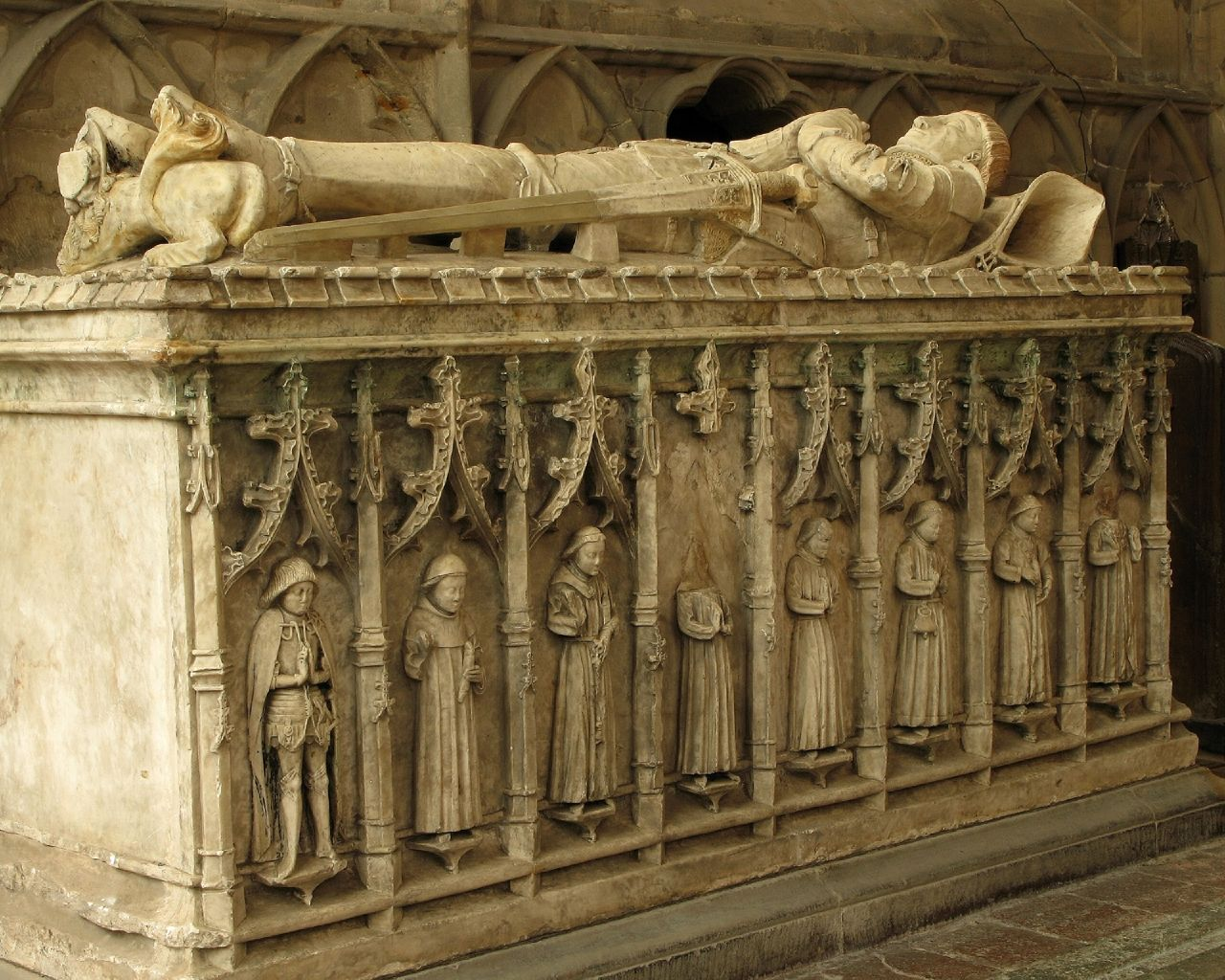
گور مرمر گچی سِر نیکولاس فیتزهربرت
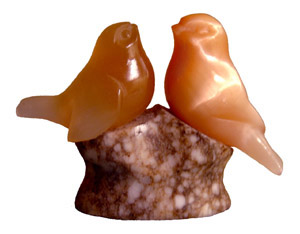
تندیس مرمر گچی شفاف بر روی یک پایه مرمر